# Vivaro
Vivaro (in friulano Vivâr) è un comune italiano di 1 349 abitanti del Friuli-Venezia Giulia.

## Origini del nome
Il toponimo riflette il latino vivārium "vivaio", "luogo dove si coltivano le piante", condividendo l'origine con quello di Vivaro Romano, nel Lazio. È attestato sin dal 1123 come Vivar.

## Storia

### Simboli
Lo stemma e il gonfalone sono stati concessi con decreto del presidente della Repubblica del 15 luglio 1954.
Il gonfalone è un drappo partito d’azzurro e di bianco.

## Monumenti e luoghi d'interesse

### Chiesa parrocchiale del capoluogo
La parrocchiale di Vivaro fu edificata nel XIX secolo, ma le sue origini sono ben più antiche.

### Chiesa parrocchiale di Basaldella
Edificio religioso di culto romano cattolico conserva al suo interno due pregevoli pale seicentesche di Gasparo Narvesa.

### Antiquarium di Tesis
Si tratta di un museo che raccoglie numerosi reperti archeologici i quali attestano l'importanza storica dell'area.

### Villa Maniago, Bocchese e Villa Cigolotti, Miniscalco, Cristofori
Due ville venete settecentesche, rispettivamente in località Vivaro e nella frazione di Basaldella.

## Società

### Evoluzione demografica
Abitanti censiti

### Lingue e dialetti
A Vivaro, accanto alla lingua italiana, la popolazione utilizza la lingua friulana. Ai sensi della Deliberazione n. 2680 del 3 agosto 2001 della Giunta della Regione autonoma Friuli-Venezia Giulia, il Comune è inserito nell'ambito territoriale di tutela della lingua friulana ai fini della applicazione della legge 482/99, della legge regionale 15/96 e della legge regionale 29/2007.
La lingua friulana che si parla a Vivaro rientra fra le varianti appartenenti al friulano occidentale.

## Amministrazione
| Periodo | Periodo   | Primo cittadino | Partito       | Carica  | Note |
| ------- | --------- | --------------- | ------------- | ------- | ---- |
| 1995    | 2009      | Ezio Cesaratto  | La Margherita | Sindaco |      |
| 2009    | in carica | Mauro Candido   | Lista civica  | Sindaco |      |